# 断圆腹蛛
断圆腹蛛（学名：Dipoena mustilata）为球蛛科圆腹蛛属的动物。分布于日本、台湾岛等地。该物种的模式产地在日本。